# هانا وادينغهام
هانا وادينغهام (بالإنجليزية: Hannah Waddingham)‏ (مواليد 1974) ممثلة ومغنية إنجليزية، 

## روابط خارجية
- هانا وادينغهام على موقع IMDb (الإنجليزية)
- هانا وادينغهام على موقع ميتاكريتيك (الإنجليزية)
- هانا وادينغهام على موقع روتن توميتوز (الإنجليزية)
- هانا وادينغهام على موقع ألو سيني (الفرنسية)
- هانا وادينغهام على موقع ميوزك برينز (الإنجليزية)
- هانا وادينغهام على موقع أول موفي (الإنجليزية)
- هانا وادينغهام على موقع قاعدة بيانات برودواي على الإنترنت (الإنجليزية)
- هانا وادينغهام على موقع أول ميوزيك (الإنجليزية)
- هانا وادينغهام على موقع ديسكوغز (الإنجليزية)
- هانا وادينغهام على موقع قاعدة بيانات الفيلم (الإنجليزية)